# Shaymaa Qassim
Shaymaa Qassim Abdelrahaman (nacida en Kirkuk, 1995), es una modelo y miss irakí.
Fue elegida  Miss Irak en el primer certamen en el país asiático desde 1972. No se permitió el desfile en traje de baño para el concurso.